# Vasco Electronics
Vasco Electronics – polskie przedsiębiorstwo zajmujące się projektowaniem, produkcją i dystrybucją cyfrowych tłumaczy mowy. Powstało w 2008 roku, a jego założycielem i obecnym prezesem jest Maciej Góralski. Ich urządzenia charakteryzują się możliwością tłumaczenia pomiędzy ponad 70 językami oraz dostępem do Internetu w prawie 200 krajach. Translatory Vasco umożliwiają również tłumaczenie zdjęć, konferencji oraz rozmów telefonicznych. 
Główna siedziba firmy znajduje się w Krakowie, ale Vasco Electronics zatrudnia w sumie ponad 100 osób, które pracują z 20 krajów na 4 kontynentach. Dodatkowo, firma ma swoje przedstawicielstwa handlowe w wielu państwach europejskich (np. Niemcy, Francja, Czechy, Węgry), a poza Europą — w Stanach Zjednoczonych. Operacje organizacji mają charakter globalny, a sama firma posiada obecnie 70% europejskiego rynku tłumaczy cyfrowych oraz 20% rynku w USA. 
Nazwa firmy pochodzi natomiast od imienia portugalskiego odkrywcy, Vasco da Gamy. 

## Historia
Już przed 2008, czyli rokiem powstania Vasco Electronics, wielu ludzi szukało rozwiązań pozwalających przetłumaczyć mowę, zdjęcia i tekst. Wychodząc naprzeciw rosnącemu popytowi na cyfrowe translatory, Maciej Góralski, prezes firmy, zaczął importować i sprzedawać takie urządzenia w krajach Unii Europejskiej. W 2008 roku Vasco Electronics oficjalnie weszło na rynek, prowadząc operacje ze swojego biura w Krakowie. W 2012 firma uruchomiła swoje pierwsze sklepy online dla klientów w Niemczech, Francji, UK, Włoszech i Hiszpanii. W 2015 Vasco uruchomiło sprzedaż online za pośrednictwem pierwszego sklepu obsługującego kraj poza Unią Europejską — Stany Zjednoczone. 
W 2021 polskiej firmie udało się też wejść na japoński rynek dzięki zbiórce na platformie crowdfundingowej o nazwie Makuake. Vasco Electronics zebrało wówczas blisko 26 milionów jenów, co po przeliczeniu na polską walutę daje nieco poniżej miliona złotych. Zakładanym celem zbiórki było zebranie 200 tys. jenów, jej cel został więc zrealizowany w ponad 12 tys.%. W tym samym roku firma otworzyła również kolejny sklep internetowy — tym razem w Zjednoczonych Emiratach Arabskich. 
W 2013 Vasco Electronics wypuściło swój pierwszy translator (Vasco Translator), a rok później wydano pierwsze urządzenie z serii Vasco Traveler — pozwalało ono na tłumaczenie języków oraz zapewniało takie funkcje, jak nawigacja. Początkowo, urządzenia z tych dwóch serii były dystrybuowane w dwóch wersjach — jedna z 5-, a druga z 7-calowym ekranem. Zarówno Vasco Traveler Premium 5", jak i Vasco Traveler Premium 7" były w stanie przetłumaczyć ponad 40 języków. Powyższe produkty były również sprzedawane w wersji Solid — czyli wodoodpornej i wstrząsoodpornej. W późniejszym okresie swojej działalności, Vasco Electronics rozpoczęło produkcję mniejszych urządzeń. Jako pierwsze, w 2018 roku pojawiło się Vasco Mini, a rok później firma wypuściła Vasco Mini 2 — pierwsze urządzenie, które oferowało nielimitowany dostęp do Internetu. Internet był dostępny w 150 krajach dzięki umowie z 700 operatorami sieci mobilnych. W 2020 na rynku pojawił się Vasco Translator M3, który tak samo jak jego poprzednik, oferuje nielimitowany dostęp do Internetu, ale tym razem w niemal 200 krajach. Ponadto, umożliwia on również tłumaczenia pomiędzy ponad 70 językami, tłumaczenie konferencji, dzięki funkcji MultiTalk, oraz tłumaczenie rozmów telefonicznych, dzięki funkcji TranslaCall, będącej jednocześnie jedynym takim rozwiązaniem na rynku. Urządzenie to zostało zaprezentowane podczas targów MWC 2021 w Barcelonie. 

## Obecność na rynku międzynarodowym
Poniżej znajduje się lista krajów, w których obecnie działa Vasco Electronics:
- Bułgaria
- Czechy
- Dania
- Finlandia
- Francja
- Hiszpania
- Japonia
- Niemcy
- Norwegia
- Polska
- Portugalia
- Rumunia
- Słowacja
- Stany Zjednoczone
- Szwecja
- Ukraina
- Węgry
- Wielka Brytania
- Włochy
- Zjednoczone Emiraty Arabskie

## Oferta i zastosowanie
Oferta firmy zawiera tłumacze cyfrowe oraz akcesoria związane z translatorami, takie jak powerbanki, czy ładowarki. Produkty Vasco Electronics są używane przez prywatnych podróżników oraz w trakcie podróży służbowych. Tłumacze cyfrowe firmy Vasco są też wykorzystywane przez służby ratownicze, specjalne, wojsko i policję. 

## Nagrody i obecność na targach
Produkty Vasco Electronics zdobyły wiele nagród i spotkały się z uznaniem klientów na świecie. Na początku 2020 roku, firma została nominowana do nagrody Global Mobile Awards, finalnie ją zdobywając dzięki Vasco Mini 2, które wygrało w kategorii Best Connected Consumer Device. Vasco Translator M3 zdobył w 2021 roku nagrodę Red Dot Design Award. Jury konkursu określiło go mianem praktycznego towarzysza podróży oraz produktu, który przykuwa uwagę zarówno dzięki swoim funkcjom, jak i estetyce wykonania. 
Vasco Electronics regularnie bierze też udział w międzynarodowych targach technologicznych. Urządzenia firmy były prezentowane podczas Global Sources Mobile Electronics Show w Hongkongu oraz na berlińskiej Międzynarodowej Wystawie Elektroniki Użytkowej i Sprzętu AGD (IFA). W 2020 roku translatory Vasco pojawiły się na Consumer Electronics Show w Las Vegas.